# Колдовские художники

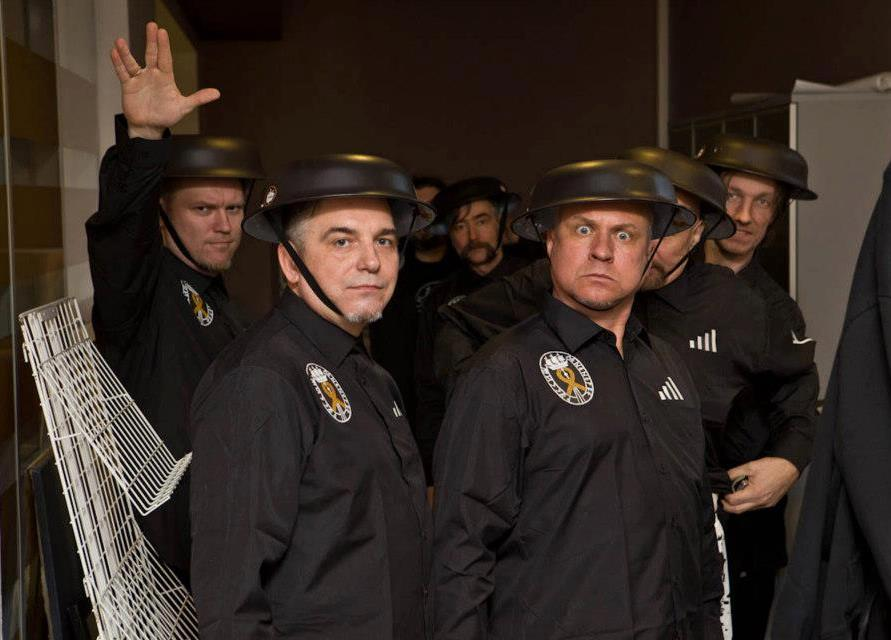

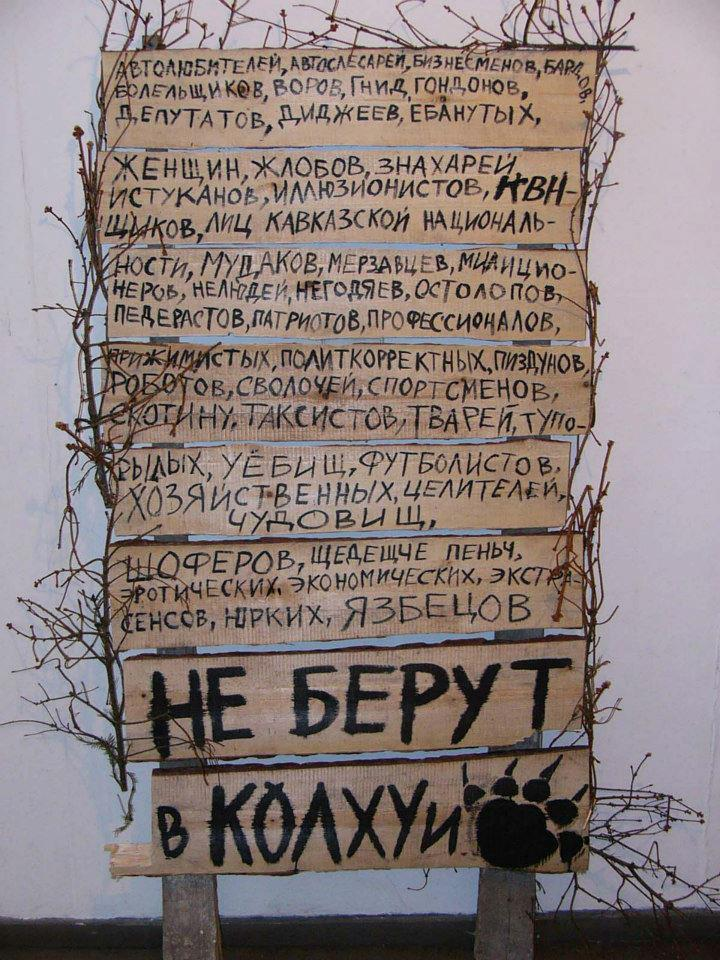

Колдовские художники (КОЛХУи) — группа художников, насчитывающая около 20 человек. Основной творческий стиль — «Мультреализм» (собственный термин).
Группа «Колдовские художники» («Художественная секта „КОЛХУи“») образована художниками Николаем Копейкиным, Андреем Кагадеевым, Владимиром Медведевым в 2002 году.
Помимо изобразительного искусства «Колдовские художники» занимаются музыкой (группа НОМ), кинематографией (НОМФИЛЬМ), литературой (поэзия, проза).
В 2016 году группа открыла собственное выставочное пространство — галерею «Свиное рыло».

## Участники
Андрей Кагадеев (группа НОМ), Николай Копейкин, Владимир Медведев, Кирилл Миллер, Вася Ложкин, Николай Васильев, Алексей Уваров, Михаил Гавричков, Виктор Пузо, Павлик Лемтыбож, Андрей Люблинский, Алексей Хацкевич.
В разное время к выставкам группы присоединялись: Андрей Кузьмин, Григорий Майофис, Александр Ливер (НОМ), Иван Турист (НОМ), Денис Донченко, Прохор Алексеев (Альтераформа), Иван Ушков, Сергей Пахомов (Пахом), Всеволод Емелин, Олег Тепцов, Порфирий Федорин, Алексей Сергеев, Михаил Рубцов, Александр Ерашов, Борис Тревожный (Акимов) (арт-объединение «ПВХ»); Григорий Ющенко, Игорь Межерицкий, Александр Вилкин (Группировка «Протез»), Стас Казимов, Дмитрий Шагин и др.

## Основные выставки группы
- 2002—2010 годы — более 100 передвижных выставок в России и Европе (международные фестивали и биеннале в ЦВЗ «Манеж», фестиваль к 100-летию Даниила Хармса (Роттердам, Амстердам, Женева) и другие.
- 2004 год — выставка «ЧМО» («Человек, Магия, Общество») в Петербурге и Москве.
- 2006 год — выставка «КОЛХУи», галерея «RUINE» (Женева).
- 2007 год — выставка «ТАРТАРАРЫ» («Тюрьма, Армия, Ресторан»), галерея «Борей» (СПб.).
- 2010 год — выставка «ЛИБИДО» (Ленинградский Институт Брака И Домашнего Очага) — Центральный дом художника (Москва) и Музей Т. О. «Митьки» (СПб.).
- 2013 год — выставка «ЛЕНЭНЭРБЕ» в галерее современного искусства Эрарта в Санкт-Петербурге.
- 2014 год — выставка «Семейный портрет» в Русском Музее в Санкт-Петербурге (зал «Колдовских художников»).
- 2015 год — выставка «АБЛАКАТЫ БАЛАЛАЙКИНА» в галерее современного искусства Эрарта в Санкт-Петербурге.
- 2015 год — выставка JUST ART (совместно с украинскими художниками) в галерее Artvera’s в Женеве.
- 2016 год — выставка «Хроники мультреализма» в Малом зале ЦВЗ «Манеж» в Санкт-Петербурге.
- 2016 год — выставка «Сюжеты ветхого завета» в галерее «Свиное рыло» в Санкт-Петербурге.